# Zwijndrecht (Holandia)
Zwijndrecht – gmina w prowincji Holandia Południowa w Holandii.

## Miejscowości
Heerjansdam, Kleine-Lindt.

## Współpraca
Miejscowość partnerska:
- Zwijndrecht, Belgia